# Franz Eilhard Schulze
Franz Eilhard Schulze (Eldena, cerca de Greifswald, 22 de marzo de 1840 – Berlín, 2 de noviembre de 1921) fue un zoólogo y anatomista alemán.

## Biografía
Estudió en la Universidad de Bonn y luego en la  Universidad de Rostock. En 1863, recibió el doctorado en Rostock, donde luego fue conferencista de  anatomía (1864) y profesor asociado de anatomía comparada (1865). En 1871,fundó el instituto zoológico de la Universidad de Rostock. Después trabajó como profesor en la Universidad de Graz y en la Universidad Humboldt de Berlín.
En 1872, hizo parte de la expedición Pomerania al mar del Norte. Fue presidente de la Sociedad Zoológica Alemana (Deutsche Zoologische Gesellschaft) entre 1892 y 1899. En 1897 fue nombrado miembro correspondiente de la Academia Bávara de Ciencias.
Hizo contribuciones en el estudio sobre la anatomía y el desarrollo histórico de los invertebrados, en especial se destaca su investigación y publicaciones en relación con las esponjas de mar. Estaba especialmente interesado en una clase de esponjas, conocida como Hexactinellida, la cual estudió a partir de colecciones recopiladas por la Albatross Expedition estadounidense y por la Challenger Expedition británica (1873-1876). Schulze también realizó importantes investigaciones sobre la clase Xenophyophorea, integrada por delicados organismos clasificados inicialmente como esponjas y actualmente como protistas.

## Obra

### Algunas publicaciones
- Ueber den feineren Bau der Rinde des kleinen Gehirnes. Stiller'sche Hofbuchhandlung, 18 p. Rostock 1863

- Ueber die cuninen-knospenähren im magen von geryonien. 157 p. 1875

- Amerikanische Hexactinelliden nach dem Materiale der Albatross-Expedition. Jena 1899

- Hexactinellida. G. Fischer, Jena 1904

- Die Xenophyophoren der Siboga-Expedition. Brill, Leiden 1906

- Crustacea: Ostracoda. Parte 31 de Tierreich : eine Zusammenstellung und Kennzeichnung der rezenten Tierformen. Con Richard Hesse, Robert Mertens, G. W. Müller, Heinz Wermuth. Reimpreso de De Gruyter, 434 p. 1912

- Über die luftsäcke der vogel ... Ed. Fischer, 36 p. 1912

- Nomenclator animalium generum et subgenerum, ed. de F. E. Schulze, W. Kükenthal. Fortgesetzt von K. Heider. Schriftleiter: Th. Kuhlgatz. Berlín 1926.